# Saint-Pierre-du-Jonquet
Saint-Pierre-du-Jonquet – miejscowość i gmina we Francji, w regionie Normandia, w departamencie Calvados.
Według danych na rok 1990 gminę zamieszkiwało 146 osób, a gęstość zaludnienia wynosiła 18 osób/km² (wśród 1815 gmin Dolnej Normandii Saint-Pierre-du-Jonquet plasuje się na 740. miejscu pod względem liczby ludności, natomiast pod względem powierzchni na miejscu 640.).